# Зимняя песня
«Зимняя песня» (фр. Chant d’hiver) — фильм Отара Иоселиани. Мировая премьера — 9 августа 2015 г. Премьера в Грузии — Международный фестиваль авторского кино в Батуми, сентябрь 2015 г. Прокат во Франции с 25 ноября 2015 г. Премьера в Москве — кинотеатр «Пионер», 27 апреля 2016 г. В российском прокате с 5 мая 2016 года.

## Сюжет
Начальный эпизод фильма относится к эпохе Великой французской революции: в духе кровавого гиньоля показана казнь на гильотине аристократа, после чего — как оно и было принято — голову торжественно демонстрируют народу. Милая простолюдинка прячет драгоценный сувенир — свежеотрубленную голову (зрителю хорошо видно, что она бутафорская, да к тому же с трубкой во рту) — в свой передник. Следующий эпизод — разворачивающаяся где-то в Европе (а может быть, и в Грузии) бессмысленная и беспощадная война, по ходу которой солдаты насилуют старух и выносят из домов сантехнику. Далее действие переносится в современный Париж, который представлен примерно таким, как режиссёр ранее запечатлел его в фильме «Фавориты луны». Однако за тридцать лет столица Франции претерпела в интерпретации Иоселиани некоторые изменения. По словам Андрея Плахова:

Париж утратил остатки цивилизованного лоска и превратился во вселенский вертеп… Боевые позиции традиционных галльских клошаров пополнили бомжи-беженцы со всех континентов, и даже вино, которое приносит главным героям в их любимом бистро арабский официант, приходится вылить за полной непригодностью.
— Андрей Плахов.
Важную роль в повествовании играет человеческий череп — скорее всего, тот самый сувенир времён французской революции…

## Литературные и кинематографические влияния
Начало фильма заставило критиков вспомнить пролог фильма Луиса Бунюэля «Призрак свободы», представляющий собой реконструкцию полотна Гойи, где воссоздано вторжение наполеоновских войск в Испанию в 1808 году. Кроме того, в связи с «Зимней песней» у обозревателей возникают самые разные ассоциации: здесь и фильм Франсуа Трюффо «Семейный очаг», и пьеса Жана Жироду «Безумная из Шайо», и роман Эжена Сю «Парижские тайны». Как и в других французских фильмах Иоселиани, заметна зависимость режиссёра от стиля Жака Тати. С точки зрения Антона Долина, эпизод с клошаром, который оказывается раздавленным асфальтоукладчиком, напоминает об эстетике «Тома и Джерри».
Один из ключевых эпизодов фильма отчасти перекликается с рассказом Герберта Уэллса «Дверь в стене» (1906). Вот как описывает этот эпизод критик Анна Сотникова:

Зато есть сюрреалистический, не поддающийся объяснению магический момент: в городской стене вдруг открывается секретная дверь, за которой консьерж обнаруживает волшебный сад с попугаями, пеликанами и элегантной дамой, которая, кажется, крайне рада его видеть. Как это часто бывает, этот рай растворяется при звуках звонка мобильного телефона.
— Анна Сотникова.

## Награды и отзывы
- В 2015 году фильм участвовал в конкурсной программе Кинофестиваля в Локарно. Мнения фестивальных критиков разделились: поклонники творчества режиссёра горячо поддержали фильм, тогда как незаинтересованные критики усмотрели в нём набор не слишком внятно связанных между собой микросюжетов[9].
- Специальный приз жюри на кинофестивале в Лиссабоне (февраль 2016).